# Петер II (Олденбург)
Николаус Фридрих Петер фон Олденбург (на немски: Nikolaus Friedrich PETER II, Grossherzog von Oldenburg; * 7 август 1827, Олденбург; † 13 юни 1900, Растеде) е велик херцог на Олденбург (1853 – 1900) като Петер II и пруски генерал на кавалерията.

## Биография
Той е единствен син на велик херцог Август фон Олденбург (1783 – 1853) и втората му съпруга принцеса Ида фон Анхалт-Бернбург-Шаумбург-Хойм (1804 – 1828), дъщеря на княз Виктор II Карл Фридрих фон Анхалт-Бернбург-Шаумбург-Хойм (1767 – 1812) и Амалия фон Насау-Вайлбург (1776 – 1841). Полубрат е на Амалия Олденбургска (1818 – 1875), кралица на Гърция, омъжена през 1836 г. за крал Отон I, и на Елимар (1844 – 1895).
През 1850 г. руският цар Николай I предлага Николаус Фридрих Петер да стане трон-принц на Дания, но това не се осъществява. Той пътува през 1850 и 1851 г. в Италия, Турция и в Гърция при сестра му, гръцката кралица Амалия (1818 – 1875). На 27 февруари 1853 г. поема управлението след баща му. Политиката му е про-пруска.
Петер II фон Олденбург умира на 13 юни 1900 г. на 72 г. в Растеде, Долна Саксония.

## Фамилия
Николаус Фридрих Петер фон Олденбург се жени на 10 февруари 1852 г. в Алтенбург за принцеса Елизабет фон Саксония-Алтенбург (* 26 март 1826; † 2 февруари 1896), дъщеря на херцог Йозеф фон Саксония-Алтенбург (1789 – 1868) и херцогиня Амалия фон Вюртемберг (1799 – 1848). Те имат три деца:
- Фридрих Август (* 16 ноември 1852; † 24 февруари 1931), последният велик херцог на Олденбург (1900 – 1918), женен I. на 18 февруари 1878 г. в Берлин за принцеса Елизабет Анна Пруска (1857 – 1895), II. на 24 октомври 1896 г. в Шверин за принцеса Елизабет Александрина фон Мекленбург-Шверин (1869 – 1955)
- Георг Лудвиг фон Олденбург (* 27 юни 1855; † 30 ноември 1919), херцог на Олденбург, пруски офицер, неженен
- дъщеря (*/† 19 май 1857)